# Fritz Berthoud
Pour les articles homonymes, voir Berthoud (homonymie).
Fritz Berthoud, né le 7 août 1812 à Fleurier et décédé le 18 janvier 1890 au même endroit, est un banquier et homme politique suisse.

## Biographie
Fritz Berthoud est né le 7 août 1812 à Fleurier, dans la principauté de Neuchâtel. Il est le fils d'un horloger, Jean-Louis Berthoud, et de Philippine Perrin. Banquier, il devient associé et codirecteur de Berthoud frères, une banque fondée à Paris par ses oncles. Il y travaille jusqu'en 1845, puis, grâce à la richesse accumulée, il peut se vouer à des activités artistiques, la peinture et la littérature notamment. Il écrit des articles dans la Revue suisse et dans la Bibliothèque universelle. En 1869, il revient dans son village natal de Fleurier et, membre du Parti radical-démocratique, s'engage en politique. Il est élu au Conseil des États, la chambre haute du parlement suisse, dès 1871, puis entre au Conseil national, la chambre basse, l'année suivante. Il y reste jusqu'en 1878. Parallèlement, il est également député au Grand Conseil du canton de Neuchâtel de 1874 à 1880. Berthoud préside également à deux reprises la Société d'histoire et d'archéologie du canton de Neuchâtel, en 1871 et 1880, et écrit dans le Musée neuchâtelois. Enfin, il écrit deux livres consacrés au séjour de Jean-Jacques Rousseau à Môtiers, un village voisin de Fleurier.